# Wulstrippe

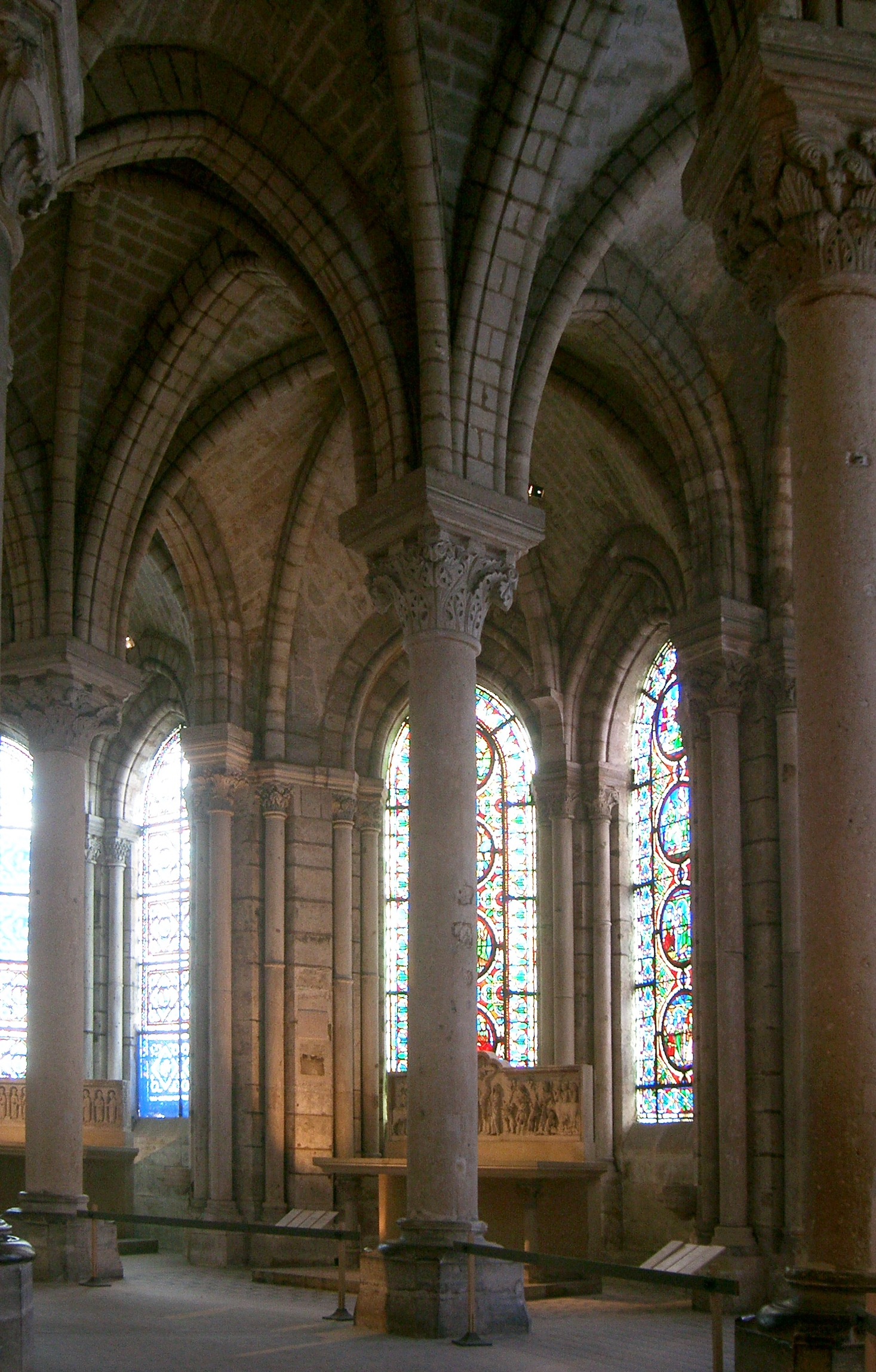
Chorumgang der Basilika von Saint-Denis mit Wulstrippen an den Gewölben und Rundstäben an Pfeilern und Gurtbögen

Eine Wulstrippe ist eine Gewölberippe mit dem Querschnitt eines Rundstabs, wie dieser seitlich in einer Kerbe endend. Obwohl sich die Grenzen der Rippenformen nicht streng mit denen der Stilstufen decken, gelten Wulstrippen als Kennzeichen Frühgotik frühgotischer Gewölbe, im Kontrast zu Bandrippen der Romanik und Birnstabrippen der Hoch- und Spätgotik.

## Quelle
- Günther Binding: Architektonische Formenlehre, 2019, ISBN 978-3-534-27143-6, S. 124/125